# Чёрный вертолёт

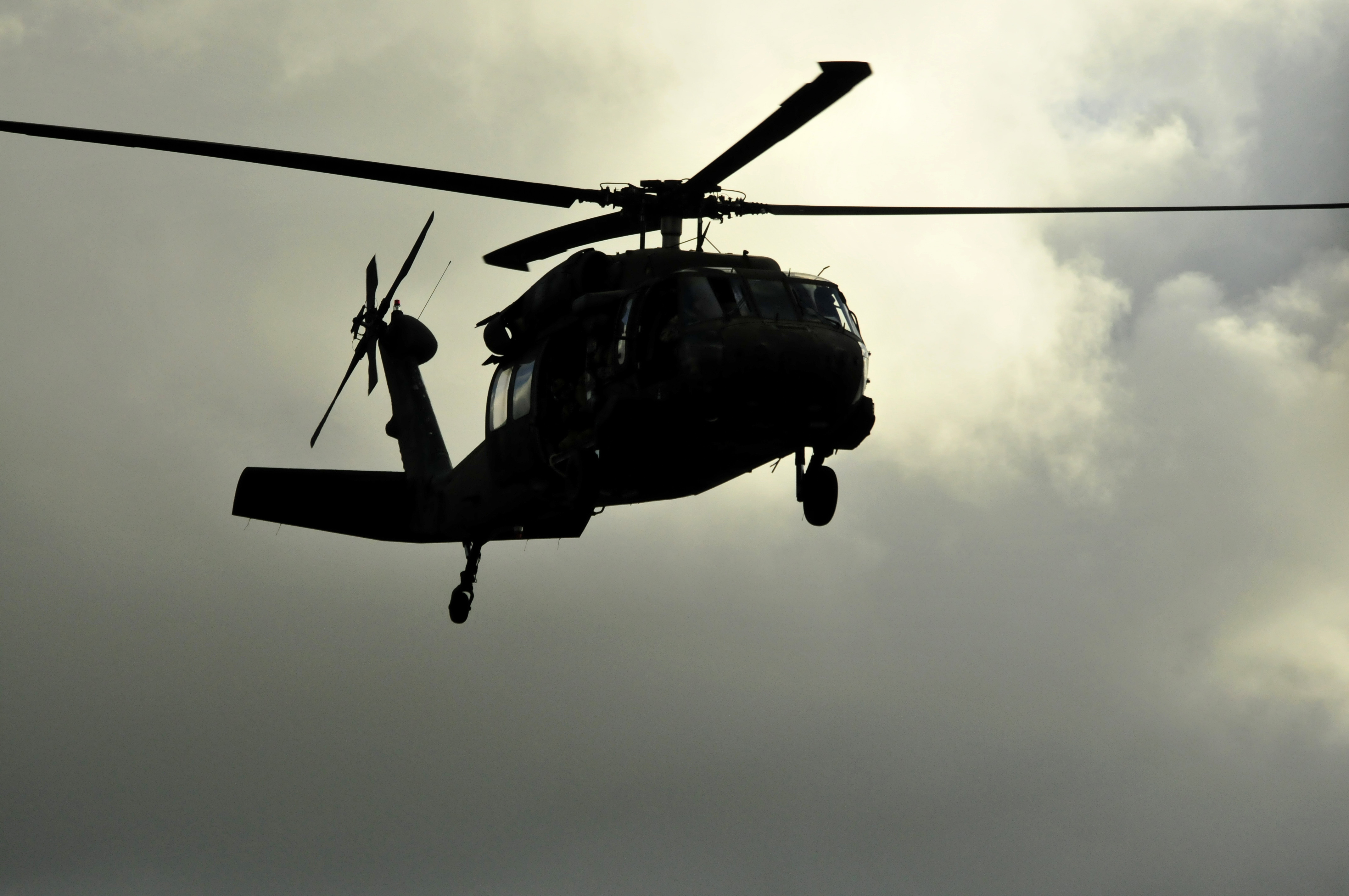
Силуэт американского вертолёта UH-60 (2013 г.).

Чёрный вертолёт (англ. Black helicopter) — элемент ряда конспирологических теорий в США (например НЛО и захвата США силами ООН).

## Обзор
Истории о чёрных вертолётах впервые появились в 1970-х годах и были связаны с сообщениями об увечьях крупного рогатого скота. Возможно, идея возникла в книге Хэла Линдси «Покойная великая планета Земля», изданной в 1970 году и популярной среди конспирологов. Линдси предположил, что похожие на саранчу существа, упоминаемые в Откровении Иоанна Богослова Нового Завета, на самом деле были вертолётами, которых Иоанн никогда не видел и поэтому не знал, как их описать.
Джим Кейт написал две книги на эту тему: «Чёрные вертолёты над Америкой: ударная группа для нового мирового порядка» (1995) (англ. Black Helicopters Over America: Strikeforce for the New World Order) и «Чёрные вертолёты II: стратегия конца игры» (1998) (англ. Black Helicopters II: The End Game Strategy).
Внимание средств массовой информации к чёрным вертолётам возросло в феврале 1995 года, когда член конгресса США от первого округа штата северного Айдахо Хелен Ченоуэт обвинила вооружённых федеральных агентов в приземлении чёрных вертолётов на территории владельцев ранчо для обеспечения соблюдения Закона об исчезающих видах. Хотя сама она их не видела, в комментарии The New York Times по её словам «достаточно людей в моем районе обеспокоены тем, что я не могу просто игнорировать это. У нас есть некоторые доказательства».
Общество Джона Берча утверждало, что на чёрных вертолётах силы ООН попытаются поставить США под свой контроль. Аналогичная теория о так называемых «вертолётах-призраках» появилась в Великобритании в 1970-х г.

## Задокументированное использование
- Ряд подразделений вооружённых сил США используют вертолёты, окрашенные в чёрный или темный цвет, в частности Sikorsky MH-53, который был оптимизирован для скрытной доставки и эвакуации личного состава на большие расстояния. Армия США регулярно проводит как учения, так и оперативные задания в воздушном пространстве США. Некоторые из этих учений проводились в густонаселённых городах, в том числе в Лос-Анджелесе, Нью-Йорке, Детройте, Сан-Франциско, Новом Орлеане, Чикаго и Вашингтоне, округ Колумбия.[9][10]
- В начале 1970-х Air America провела испытательные полёты двух сильно модифицированных чёрных вертолётов Hughes OH-6 Cayuse в Калвер-Сити, Калифорния.[11] После выполнения возложенной на него задачи один вертолёт был передан в собственность Pacific Corporation в городе Вашингтон.[11] Второй вертолёт в настоящее время летает в офис шерифа округа Снохомиш в штате Вашингтон.[нужен лучший источник][12]
- Многие правоохранительные органы США используют чёрные вертолёты для наблюдения, транспортировки и патрулирования. Некоторые из агентств, которые их используют, — это Иммиграционная и таможенная полиция (Sikorsky UH-60 Black Hawk.[13]) Служба маршалов, Управление по борьбе с наркотиками и Федеральное бюро расследований..[14]